# Isoliermonteur
Bei der Berufsbezeichnung Isoliermonteur/in handelt es sich um einen in Österreich üblichen Lehrberuf mit einer Ausbildungsdauer von 3 Jahren.

## Berufsbild
Isoliermonteure arbeiten auf Baustellen und beschäftigen sich mit der Installation von Isolierungen aller Art – gegen Kälte, Hitze, Schall, Feuchtigkeit. Weiters stellen sie Dämm-, Dichtungs- und Füllmassen her, fertigen Stütz- und Tragekonstruktionen sowie Verkleidungen und Schutzbleche an. Meist spezialisieren sich Isoliermonteure auf ein bestimmtes Aufgabengebiet: Wärmedämmung, Brandschutz, Rohrisolierung, Kühlung oder Schallschutz.

## Ausbildung
Die Ausbildung dauert drei Jahre. Sie erfolgt überwiegend im Ausbildungsbetrieb und begleitend dazu in der Berufsschule, die den theoretischen Hintergrund zur Ausübung des Berufs vermittelt.

## Arbeits- und Tätigkeitsbereiche
- Lesen und Interpretieren von technischen Zeichnungen, Skizzen und Verlegeplänen
- Auswahl der Materialien, Festlegung der Arbeitsschritte und -methoden
- Vorbereitung des Untergrunds und der Unterkonstruktion
- Herstellung von Dämm-, Dichtungs- und Füllmasse
- Bedienung von Maschinen: Stanzen, Kantbänke, Tafelscheren, Rund-, Sicken- und Bohrmaschinen
- Geübter Umgang mit Handwerkszeug (Schraubendreher, Schraubenschlüssel, Scheren, Messer)
- Arbeit mit Drehmaschinen und Blechbearbeitungsautomaten
- Anbringen von Dämm- und Isolierstoffen sowie Dämmstoffmassen
- Montage von Stütz- und Tragekonstruktionen und Dämmungen
- Formteile aufmessen, zuschneiden, formen, montieren
- Reinigung, Wartung und Pflege der Werkzeuge und Maschinen
- Führen technischer Unterlagen, Arbeitsprotokolle und Betriebsbücher